# 아라키 카에
아라키 카에(일본어: 荒木 香衣, 1966년 11월 6일 ~ )는 일본의 여자 성우다. 본명은 아베 카에(일본어: 阿部 佳).

## 출연작
- 디지몬 시리즈
  - 디지몬 어드벤처 - 야가미 히카리
  - 파워 디지몬 - 야가미 히카리
  - 디지몬 프론티어 - 파닥몬
- 아야시노 세레스 - 쿠루마 쇼타
- 환상게임 - 유우키 미아카